# Darko Lazović
Darko Lazović (srbskou cyrilicí: Дарко Лазовић; * 15. září 1990) je srbský profesionální fotbalista, který hraje na pozici křídelníka za klub Hellas Verona a srbský národní tým.
Ve věku 21 let byl Lazović v roce 2011 vyhlášen nejlepším mladým hráčem srbské SuperLigy.

## Klubová kariéra

### Borac Čačak
Od šesti let začal Lazović trénovat v mládežnické akademii FK Borac Čačak. V době, kdy hrál za juniorský tým, přitahoval pozornost skautů mimo Čačak. Dne 2. března 2008 debutoval v seniorském týmu Borac pod trenérem Milovanem Rajevacem v ligovém utkání proti Hajduku Kula. Svůj první soutěžní gól za Borac Čačak vstřelil 22. března 2008 v utkání srbské SuperLigy proti Vojvodině. V únoru 2009 Lazović trénoval několik dní s prvním týmem Tottenham Hotspur FC a 10. února trenér Boracu Ljubiša Dmitrović řekl tisku: „Podle všeho, co vím, Lazović přestoupil do Tottenhamu“. Smlouva však nebyla nikdy podepsána a iniciativu převzal domácí klub Crvena zvezda Bělehrad.

### Crvena zvezda Bělehrad
Dne 22. června 2009, ve věku 18 let, Lazović přestoupil z Boracu do Crvene zvezdy, jejímž trenérem byl v té době Vladimir Petrović. Podepsal zde čtyřletou smlouvu. Začátek sezóny vynechal kvůli zranění, ale debutoval 12. září 2009 proti Metalacu Gornji Milanovac. V 65. minutě přišel z lavičky, aby nahradil Nikolu Vasiljeviće. Svůj první gól za Crvenou zvezdu vstřelil 23. září 2009 v osmifinále srbského poháru proti Mladosti Apatin. Crvena zvezda nakonec vyhrála 6:1. Více prostoru Lazović dostával až do příchodu trenéra Roberta Prosinečkiho, po kterém byl vyhlášen nejlepším mladým hráčem srbské SuperLigy. Hrál důležitou roli v kvalifikaci Crvene zvezdy do Evropské ligy UEFA 2011/12, protože nastoupil do většiny zápasů a přispěl k postupu do kvalifikačního play-off, kde však jeho klub prohrál se Stade Rennais.
V semifinále srbského poháru 2011/12 vstřelil 11. dubna 2012 gól proti historickému rivalovi Partizanu (celkové vítězství 2:0; tomto roce Crvena zvezda následně vyhrála ligový pohár). Dne 4. července 2012 podepsal Lazović tříleté prodloužení smlouvy, čímž ukončil spekulace o možném přestupu poté, co za něj Red Bull Salzburg učinil nabídku. Přestože Crvena zvezda v této sezóně ligu nevyhrála, byla to druhá sezóna v řadě, ve které se Crvena dostala do play-off v kvalifikační fázi Evropské ligy UEFA. Během sezóny 2011/12 v Evropské lize přispěl Lazović asistencemi proti Naftanu Novopolotsk a odehrál celé zápasy proti Omonii a Bordeaux.
Přestože uvnitř Crvene zvezdy následovalo období nestability, Lazović zůstal v základní jedenáctce i po rychlém střídání trenérů (Robert Prosinečki, Aleksandar Janković a Ricardo Sá Pinto). Nicméně 18. května 2013 v zápase proti Partizanu utrpěl osm minut po začátku utkání zranění kolene, které mu ukončilo sezónu.
Zatímco Lazović léčil zranění, Ricardo Sá Pinto dobrovolně odešel z Crvené zvezdy a nový trenér Slaviša Stojanovič radostně slíbil, že dá Lazovićovi nějaký herní čas, jakmile to jeho zranění dovolí. Dne 22. února 2014 odehrál Lazović osm měsíců po zranění svůj první soutěžní zápas a připsal si asistenci proti Javoru Ivanjica. Dne 12. dubna 2014 vstřelil Lazović hattrick proti Čukarički, první v kariéře. Lazović vyhrál svůj první ligový šampionát s Crvenou zvezdou na konci sezóny po výhře nad OFK Bělehrad před 55 000 fanoušky.
Po odchodu Nenada Milijaše a suspendaci Nikoly Mijailoviće byl Lazović v průběhu sezóny jmenován novým kapitánem Crvene zvezdy Bělehrad. Dne 14. ledna 2015 bylo oznámeno, že na konci sezóny, po šesti letech v Crvene zvezdě Bělehrad, Lazović jako volný hráč podepíše víceletou smlouvu s klubem Serie A Janovem. Ve své poslední sezóně v Crvene zvezdě vstřelil 10 gólů a byl nejlepším střelcem týmu. Poslední zápas za Crvenou zvezdu odehrál 24. května 2015 při výhře nad Mladostí Lučani.

### Janov
V létě 2015 podepsal Lazović smlouvu s týmem Serie A Janovem. V přátelském utkání proti Herthě BSC 1. srpna 2015 vstřelil Lazović svůj první gól za Janov při výhře 0:2. Dne 8. listopadu 2015 si Lazović připsal dvě asistence při remíze 2:2 s Frosinone Calcio a následně byl jmenován do „Týmu týdne“ Serie A. Dne 16. prosince 2016 vstřelil Lazović svůj první gól za Janov proti Fiorentině v zápase, který trval pouhých 62 minut, protože byl zamýšlen jako pokračování nedokončeného zápasu z 11. září, který byl přerušen kvůli neobvyklému krupobití. Smlouva mu vypršela a klub opustil 30. června 2019.

### Hellas Verona
Dne 6. srpna 2019 podepsal Lazović tříletou smlouvu s dalším klubem Serie A Hellas Verona.

## Reprezentační kariéra
Poté, co byl povolán trenérem Radomirem Antićem, nastoupil Lazović poprvé za Srbsko 14. prosince 2008 v přátelském utkání proti Polsku. Znovu si za národní tým zahrál až o čtyři roky později, když přišel jako náhradník v 76. minutě během přátelského utkání proti Francii 31. května 2012. Dne 5. června 2012, během svého třetího zápasu za seniorský tým, vstřelil působivý gól proti Švédsku, který rozhodčí neuznal.
V listopadu 2022 byl vybrán do srbského týmu pro Mistrovství světa ve fotbale 2022 v Kataru. Nastoupil v zápase základní skupiny proti Brazílii. Srbsko skončilo ve skupině na posledním čtvrtém místě.

## Statistiky

### Klubové
Platí k zápasu hranému 20. května 2023.
| Klub                   | Sezóna            | Liga              | Liga   | Liga | Pohár  | Pohár | Kontinentální | Kontinentální | Ostatní | Ostatní | Celkově | Celkově |
| Klub                   | Sezóna            | Divize            | Zápasy | Góly | Zápasy | Góly  | Zápasy        | Góly          | Zápasy  | Góly    | Zápasy  | Góly    |
| ---------------------- | ----------------- | ----------------- | ------ | ---- | ------ | ----- | ------------- | ------------- | ------- | ------- | ------- | ------- |
| Borac Čačak            | 2007/08           | Srbská SuperLiga  | 14     | 3    | 0      | 0     | –             | –             | –       | –       | 14      | 3       |
| Borac Čačak            | 2008/09           | Srbská SuperLiga  | 28     | 3    | 2      | 1     | 5             | 1             | –       | –       | 35      | 5       |
| Borac Čačak            | Celkově           | Celkově           | 42     | 6    | 2      | 1     | 5             | 1             | –       | –       | 49      | 8       |
| Crvena zvezda Bělehrad | 2009/10           | Srbská SuperLiga  | 9      | 1    | 2      | 2     | 0             | 0             | –       | –       | 11      | 3       |
| Crvena zvezda Bělehrad | 2010/11           | Srbská SuperLiga  | 16     | 2    | 3      | 0     | 0             | 0             | –       | –       | 19      | 2       |
| Crvena zvezda Bělehrad | 2011/12           | Srbská SuperLiga  | 27     | 7    | 6      | 1     | 4             | 1             | –       | –       | 37      | 9       |
| Crvena zvezda Bělehrad | 2012/13           | Srbská SuperLiga  | 23     | 4    | 2      | 1     | 6             | 0             | –       | –       | 31      | 5       |
| Crvena zvezda Bělehrad | 2013/14           | Srbská SuperLiga  | 14     | 5    | 0      | 0     | 0             | 0             | –       | –       | 14      | 5       |
| Crvena zvezda Bělehrad | 2014/15           | Srbská SuperLiga  | 28     | 10   | 2      | 0     | 0             | 0             | –       | –       | 30      | 10      |
| Crvena zvezda Bělehrad | Celkově           | Celkově           | 117    | 29   | 15     | 4     | 10            | 1             | –       | –       | 142     | 34      |
| Janov                  | 2015/16           | Serie A           | 15     | 0    | 1      | 0     | –             | –             | –       | –       | 16      | 0       |
| Janov                  | 2016/17           | Serie A           | 33     | 2    | 3      | 0     | –             | –             | –       | –       | 36      | 2       |
| Janov                  | 2017/18           | Serie A           | 21     | 0    | 3      | 0     | –             | –             | –       | –       | 24      | 0       |
| Janov                  | 2018/19           | Serie A           | 33     | 3    | 1      | 0     | –             | –             | –       | –       | 34      | 3       |
| Janov                  | Celkově           | Celkově           | 102    | 5    | 8      | 0     | –             | –             | –       | –       | 110     | 5       |
| Hellas Verona          | 2019/20           | Serie A           | 38     | 3    | 1      | 0     | –             | –             | –       | –       | 39      | 3       |
| Hellas Verona          | 2020/21           | Serie A           | 32     | 3    | 1      | 0     | –             | –             | –       | –       | 33      | 3       |
| Hellas Verona          | 2021/22           | Serie A           | 34     | 1    | 1      | 1     | –             | –             | –       | –       | 35      | 2       |
| Hellas Verona          | 2022/23           | Serie A           | 29     | 4    | 0      | 0     | –             | –             | –       | –       | 29      | 4       |
| Hellas Verona          | Celkově           | Celkově           | 133    | 11   | 3      | 1     | –             | –             | –       | –       | 136     | 12      |
| Celkově v kariéře      | Celkově v kariéře | Celkově v kariéře | 394    | 51   | 28     | 6     | 15            | 2             | 0       | 0       | 434     | 59      |

### Reprezentační
Platí k zápasu hranému 20. června 2023.
| Národní tým | Rok     | Zápasy | Góly |
| ----------- | ------- | ------ | ---- |
| Srbsko      | 2008    | 1      | 0    |
| Srbsko      | 2009    | 0      | 0    |
| Srbsko      | 2010    | 0      | 0    |
| Srbsko      | 2011    | 0      | 0    |
| Srbsko      | 2012    | 3      | 0    |
| Srbsko      | 2013    | 0      | 0    |
| Srbsko      | 2014    | 1      | 0    |
| Srbsko      | 2015    | 0      | 0    |
| Srbsko      | 2016    | 0      | 0    |
| Srbsko      | 2017    | 0      | 0    |
| Srbsko      | 2018    | 0      | 0    |
| Srbsko      | 2019    | 4      | 0    |
| Srbsko      | 2020    | 6      | 0    |
| Srbsko      | 2021    | 6      | 0    |
| Srbsko      | 2022    | 6      | 0    |
| Srbsko      | 2023    | 2      | 1    |
| Celkově     | Celkově | 29     | 1    |

#### Reprezentační góly
Skóre a výsledky Srbska jsou vždy zapsány jako první.
| Gól | Datum           | Místo                                | Zápas | Soupeř    | Skóre | Výsledek | Soutěž                                            |
| --- | --------------- | ------------------------------------ | ----- | --------- | ----- | -------- | ------------------------------------------------- |
| 1.  | 20. června 2023 | Huvepharma Arena, Razgrad, Bulharsko | 29.   | Bulharsko | 1:1   | 1:1      | Kvalifikace na Mistrovství Evropy ve fotbale 2024 |

## Úspěchy
Crvena zvezda Bělehrad
- Srbská SuperLiga: 2013/14
- Srbský pohár: 2009/10, 2011/12

Individuální
- Tým sezóny Srbské SuperLigy: 2011/12, 2013/14